# Microbrachius
Microbrachius es un género extinto de pequeños y avanzados placodermos antiarquios, estrechamente relacionados con los botriolépidos. Las distintas especies tienen la cabeza grande y la armadura torácica corta. Las placas de blindaje están decoradas con pequeños tubérculos.
Dos de las tres especies descritas fueron encontradas en los estratos de finales del periodo Devónico Inferior (Emsiense) en China, y la especie más reciente, Microbrachius dicki, se encontró en la parte superior de la Edad Givetiense en estratos de un lago de agua dulce en lo que actualmente es Escocia, en piedra arenisca de John O'Groats en el condado Caithness y la isla Eday del archipiélago de las Orcadas.

## Descripción
Las distintas especies tienen armadura torácica corta y cabeza grande. Hay patrones de tubérculos pequeños, pero notables en la armadura, con disposiciones que varían de una especie a otra.

## Especies
- Microbrachius dicki. Era una especie de agua dulce que vivió en un lago donde se encuentra el actual territorio de Escocia. El fósil se encontró en el estrato superior del Givetiense. La longitud total promedio de la armadura es de 3 centímetros. Vivió hace unos 385 millones de años. Los estudios de los peces fósiles observaron órganos en forma de "L", por lo que se concluyó que los machos tenían órgano sexuales, siendo el primero de los gnatóstomos con fertilización interna que ha sido identificado.[1][2]

- Microbrachius sinensis. Era una especie de agua dulce, encontrada en los estratos Emsiense, el Eifeliense tardío del Devónico Medio en Qujing, China, y es anterior M. dickii. Esta especie, difiere de M. dickii en que tiene algunos de sus tubérculos dispuestos y se fusionan entre sí para formar líneas distintivas en su armadura torácica, es más grande, con una longitud total de la armadura estimado en 4 centímetros.

- Microbrachius chuandongensis. Esta especie era endémica de la formación tardía Emsiense de Chuandong en Qujing, China. Se diferencia de M. sinensis principalmente por tener los tubérculos dispuestos al azar.